# Joseph Vidal de la Blache
Joseph Vidal de la Blache, né le 18 février 1872 à Castres dans le département du Tarn et mort pour la France au bois de la Gruerie près de Vienne-le-Château (Marne) le 29 janvier 1915, est un officier, historien militaire et géographe français du XXe siècle. Son nom est inscrit au Panthéon parmi les 560 écrivains morts au combat pendant la Première Guerre mondiale.

## Biographie
Henri Joseph Marie Casimir Vidal de la Blache, né le 18 février 1872 à Castres, est le fils du géographe Paul Vidal de la Blache (1845-1918) et de Laure Marie Elisabeth Mondot (1845-1914).    
Il prépare au lycée Louis-le-Grand le concours d'admission à l'École spéciale militaire de Saint-Cyr qu'il passe deux fois (1891 et 1892) et intègre la promotion du Siam (1892-1894),. Après ses études, il est sous-lieutenant puis lieutenant (1896) au 1er bataillon de chasseurs à pied à Verdun de 1894 à 1899. En 1899, il entre à l'École supérieure de guerre et en sort stagiaire à l’état-major du 12e corps d'armée.    
Le 1er décembre 1903, il épouse Juliette Solange Rambaud (1883-1907), fille de l'ancien ministre de l'Éducation nationale et professeur Alfred Nicolas Rambaud, à la mairie du 6e arrondissement de Paris. Les témoins du marié sont l'académicien Émile Gebhart et son oncle le général de brigade François Vidal de la Blache, ceux de la mariée sont Eugénie Risler, veuve de Jules Ferry et l'académicien Ernest Lavisse. En 1904, il est attaché comme officier d’ordonnance au général gouverneur de Verdun. Il perd sa jeune épouse en 1907, quelques jours après la naissance de leur deuxième fils. La même année, il est nommé capitaine au 20e bataillon de chasseurs à pied à Baccarat .    
Son séjour de plusieurs années en Lorraine lui fournit le sujet de son Étude sur la vallée lorraine de la Meuse qu'il présente à la Sorbonne en juin 1908 comme thèse de doctorat. Cette monographie reconstitue l'histoire du réseau hydrographique du Nord-Est de la France.    
En 1909, il est nommé à la section historique de l’état-major de l’armée et se consacre à l'histoire militaire, publiant l'analyse de campagnes du XXe siècle en Autriche, en Prusse et en Espagne. Il épouse Suzanne Mathilde Roos Van den Berg (1882-1972), professeur au lycée de jeunes filles de Reims, le 20 avril 1910 à la mairie du 6e arrondissement de Paris,.        
Ses travaux sur L'Évacuation de l'Espagne et l'invasion dans le Midi (juin 1813-avril 1814) publiés en deux volumes lui valent la reconnaissance de l'Académie française qui lui attribue le prix Thérouane en 1914. Ernest Lavisse rapporte que « le commandant Vidal de la Blache était un perpétuel travailleur. Il ne voulait ni loisirs, ni distractions. Très réfléchi, enfermé en lui même, rarement un sourire éclairait son sérieux et beau visage ». Christian Pfister écrit que la Revue historique lui doit « une série d'articles qui sont signés de façon discrète par de simples initiales » dans les numéros 128, 133, 134 et 151.        
À la déclaration de la Première Guerre mondiale, il est officier à l’état-major d’une armée et a rédigé un manuscrit en deux volumes sur la Campagne d’Eylau et de Friedland. En octobre 1914, il est nommé chef de bataillon au 150e régiment d’infanterie.            
À partir de janvier 1915, son régiment est posté dans les bois de La Gruerie et tient le secteur de Bagatelle. C'est lors d'une attaque contre les tranchées ennemies, à la « tranchée du bec de poule », que Joseph Vidal de la Blache est tué le 29 janvier 1915,,,. Il est cité à l'ordre de l'armée : « A chargé vigoureusement à la tête de son bataillon, donnant le plus bel exemple de bravoure et d'intrépidité Est tombé devant les tranchées ennemies ».
Son corps est inhumé à la nécropole nationale de Saint-Thomas-en-Argonne (tombe 4327).

## Œuvres principales
- Étude sur la vallée lorraine de la Meuse, 1908
- Les Causes de la défaite de l'Autriche en 1866, 1909
- La Régénération de la Prusse après Iéna, 1910
- L'Évacuation de l'Espagne et l'invasion dans le Midi (juin 1813-avril 1814), 1913

## Distinctions
- Chevalier de la Légion d'honneur, à titre posthume[21]
- Officier d'académie, arrêté du 7 février 1914[22]
- 1914 : Académie française - Prix Thérouane pour L’Évacuation de l’Espagne et l’invasion dans le Midi
- 1915 : Académie française - Grand Prix Gobert[23]

## Hommages
- Le nom de Joseph Vidal de la Blache est inscrit au Panthéon dans la liste des 560 écrivains morts pour la France[24].
- Son nom figure dans le livre d’or des Saint-Cyriens morts pour la France[25], sur les plaques commémoratives 1914-1918 du lycée Louis-le-Grand, le monument aux morts de l'École alsacienne et le Monument aux Parisiens morts pendant la Première Guerre.
- Une plaque commémorative à son nom est installée rue Frédéric Thomas à Castres[26].